# Filme baseado em casos reais
Filme baseado em fatos reais é uma narrativa inspirada em histórias verdadeiras. Geralmente os filmes baseados em fatos reais são de drama, guerra, terror ou de biografias. O filme de drama O Impossível que conta a história de um tsunami, é um fato real de uma tragédia que ocorreu na Tailândia em 2004. Já o filme Sempre ao Seu Lado narra a história do cachorro que segue seu dono todos os dias enquanto ele vai ao trabalho, também inspirado em uma história verídica. No gênero terror, os filmes O Exorcismo de Emily Rose e Invocação do Mal narram uma história baseada em fatos reais, e no gênero drama, Meninos não choram conta a história de um garoto que nasce com o corpo socializado como feminino mas identifica-se com o gênero masculino. Dentre as biografias, o filme Jobs - Get Inspired narra a vida de Steve Jobs, e a Dama de Ferro narra a história de Margaret Thatcher. Já A Teoria de Tudo é um drama biográfico que narra o desafio de Stephen Hawking com a esclerose lateral amiotrófica. Apesar dos filmes serem baseados em fatos reais, eles não são cem por cento fidedignos com a realidade. Em O Lobo de Wall Street protagonizado por Leonardo DiCaprio, segundo pesquisadores, o filme de Martin Scorcese se baseia nas memórias de Jordan Belfort, corretor de títulos que morava em Nova Iorque nos anos 1990 e fraudava operações em Wall Street. Segundo os checadores, o longa-metragem tem 74,6 por cento de verdade. Já o filme A Grande Aposta, tem 91,4 por cento de verossimilhança e está nas primeiras posições do ranking dos filmes analisados pela pesquisa.
No cinema brasileiro, Assalto ao Trem Pagador foi um filme baseado no crime conhecido como assalto ao trem pagador da Estrada de Ferro Central do Brasil em Japeri, Rio de Janeiro, em junho de 1960. O filme O Bandido da Luz Vermelha trata uma história real de João Acácio Pereira da Costa, um notório criminoso brasileiro que ficou conhecido como "Bandido da Luz Vermelha". Em a Polícia Federal: A Lei É para Todos o filme é inspirado em fatos reais da maior operação brasileira de combate à corrupção, conhecida por Operação Lava Jato.